# تپه منبره ۲
تپه منبره ۲ مربوط به سدهٔ ۵ تا ۷ ه.ق است و در شهرستان بوئین‌زهرا، بخش مرکزی، روستای منبره واقع شده و این اثر در تاریخ ۱۹ اسفند ۱۳۸۰ با شمارهٔ ثبت ۴۹۳۴ به‌عنوان یکی از آثار ملی ایران به ثبت رسیده است.